# Gvinejska struja
Gvinejska struja je topla morska struja koja struji sa zapada na istok u Atlantskom oceanu i završava na obalama ekvatorskog dijela Afrike, točnije, uz obale Gvineje, u Gvinejskom zaljevu, po čemu je i dobila ime.
Gvinejska struja je, u stvari, Ekvatorska protustruja u Atlantiku. Njome se dio vodenih masa koje su Sjevernom i Južnom ekvatorskom strujom stigle s istoka na zapad, ponovo vraćaju prema istoku. Tople vode ove struje uzrok su nastanku vrlo vlažne klime ovih dijelova Afrike s oko pet metara padalina godišnje. To čini ovo područje najvlažnijim u Africi.
vidjeti i:
- morske struje
- termohalinska cirkulacija

## Poveznice
- Shematski prikaz važnijih morskih struja